# Alan IV van Bretagne
Alan IV van Bretagne bijgenaamd de Jongere (circa 1063 - Redon, 11 oktober 1119) was van 1084 tot 1112 hertog van Bretagne. Hij behoorde tot het huis Cornouaille.

## Levensloop
Alan IV was de oudste zoon van hertogen Hoël II (uit het huis Cornouaille) en Havise van Bretagne (uit het huis Rennes). Na de dood van zijn vader in 1084 erfde hij het hertogdom Bretagne, dat uit het huis Rennes stamde, terwijl zijn broer Matheus II het graafschap Nantes erfde, dat uit het huis Cornouaille stamde. Hetzelfde jaar overleed zijn oom Godfried Grenolat, die als vazal van het hertogdom Bretagne graaf van Rennes was, waarop Alan het graafschap bezette en tot hertogdom verhief. Toen zijn broer Matheus II in 1103 zonder erfgenamen stierf, werd hij eveneens graaf van Nantes. Alan IV was de laatste hertog van Bretagne die Bretons sprak.
In 1086 werd het hertogdom Bretagne ingenomen door Willem de Veroveraar, koning van Engeland en hertog van Normandië. In het daaropvolgende vredesverdrag kreeg Alan het hertogdom terug, op voorwaarde dat hij huwde met Willems dochter Constance (1057/1061-1090). Het huwelijk vond in 1087 plaats in Bayeux, maar bleef kinderloos. In 1090 stierf Constance. Volgens kroniekschrijver Willem van Malmesbury had Alan IV haar laten vergiftigen wegens haar conservatieve houding. Een andere kroniekschrijver, Ordericus Vitalis, stelde dat Constance zich zodanig inzette voor het Bretonse volk, dat ze haar gezondheid ondermijnde en hierdoor vroegtijdig stierf.
In 1093 huwde Alan met zijn tweede echtgenote Ermengarde (1068-1146), dochter van graaf Fulco IV van Anjou en de ex-echtgenote van hertog Willem IX van Aquitanië. Het huwelijk was onderdeel van een politieke alliantie die de Engels-Normandische invloed in het gebied moest tegengaan. Ze kregen drie kinderen:
- Godfried, jong gestorven
- Conan III (1096-1148), hertog van Bretagne
- Havoise (1102-1118), huwde in 1110 met graaf Boudewijn VII van Vlaanderen

In 1096 nam hij deel aan de Eerste Kruistocht, aan de zijde van hertog Robert Curthose van Normandië. Tot aan zijn terugkomst in 1101 werd Bretagne bestuurd door zijn echtgenote Ermengarde. Alan IV was geen populaire heerser en dit was een van de redenen waarom hij in 1112 aftrad als hertog van Bretagne ten voordele van zijn zoon Conan III. Hij vestigde zich als monnik in het klooster van Redon, waar hij in 1119 stierf. Toen hij monnik werd, lieten Alan IV en zijn tweede echtgenote Ermengarde zich scheiden.
Ook had hij meerdere buitenechtelijke kinderen, waaronder de Engels-Normandische edelman Brian FitzCount.

## Voorouders
| Voorouders van Alan IV van Bretagne (1063-1119) | Voorouders van Alan IV van Bretagne (1063-1119)                    | Voorouders van Alan IV van Bretagne (1063-1119)                    | Voorouders van Alan IV van Bretagne (1063-1119)                    | Voorouders van Alan IV van Bretagne (1063-1119)                    | Voorouders van Alan IV van Bretagne (1063-1119)                    | Voorouders van Alan IV van Bretagne (1063-1119)                    | Voorouders van Alan IV van Bretagne (1063-1119)                    | Voorouders van Alan IV van Bretagne (1063-1119)                    |
| ----------------------------------------------- | ------------------------------------------------------------------ | ------------------------------------------------------------------ | ------------------------------------------------------------------ | ------------------------------------------------------------------ | ------------------------------------------------------------------ | ------------------------------------------------------------------ | ------------------------------------------------------------------ | ------------------------------------------------------------------ |
| Overgrootouders                                 | Benoît de Cornouaille (–) ∞ ? (-)                                  | Benoît de Cornouaille (–) ∞ ? (-)                                  | Judicaël de Nantes (979-1004) ∞ Mélisende (-)                      | Judicaël de Nantes (979-1004) ∞ Mélisende (-)                      | Godfried I van Bretagne (980-1008) ∞ Havise (-)                    | Godfried I van Bretagne (980-1008) ∞ Havise (-)                    | Odo II van Blois (983-1037) ∞ Irmgard van Auvergne (990-1040)      | Odo II van Blois (983-1037) ∞ Irmgard van Auvergne (990-1040)      |
| Grootouders                                     | Alan van Cornouaille (–1058) ∞ Judith van Nantes (-1063)           | Alan van Cornouaille (–1058) ∞ Judith van Nantes (-1063)           | Alan van Cornouaille (–1058) ∞ Judith van Nantes (-1063)           | Alan van Cornouaille (–1058) ∞ Judith van Nantes (-1063)           | Alan III van Bretagne (997-1040) ∞ Bertha van Blois (-1085)        | Alan III van Bretagne (997-1040) ∞ Bertha van Blois (-1085)        | Alan III van Bretagne (997-1040) ∞ Bertha van Blois (-1085)        | Alan III van Bretagne (997-1040) ∞ Bertha van Blois (-1085)        |
| Ouders                                          | Hoël II van Bretagne (1031–1084) ∞ Havise van Bretagne (1037-1072) | Hoël II van Bretagne (1031–1084) ∞ Havise van Bretagne (1037-1072) | Hoël II van Bretagne (1031–1084) ∞ Havise van Bretagne (1037-1072) | Hoël II van Bretagne (1031–1084) ∞ Havise van Bretagne (1037-1072) | Hoël II van Bretagne (1031–1084) ∞ Havise van Bretagne (1037-1072) | Hoël II van Bretagne (1031–1084) ∞ Havise van Bretagne (1037-1072) | Hoël II van Bretagne (1031–1084) ∞ Havise van Bretagne (1037-1072) | Hoël II van Bretagne (1031–1084) ∞ Havise van Bretagne (1037-1072) |